# Ivans Bugajenkovs
Ivans Bugajenkovs także Iwan Bugajenkow (ur. 18 lutego 1938 w chutorze Burłackim w obwodzie stalingradzkim) – radziecki siatkarz. Dwukrotny medalista olimpijski.
W reprezentacji Związku Radzieckiego grał w latach 1960–1968. Oprócz dwóch medali igrzysk olimpijskich – złota zarówno w 1964, jak i w 1968 – sięgnął po złoto (1960 i 1962) oraz brąz (1966) mistrzostw świata i zostawał mistrzem Europy (1967; brąz w 1963). W rozgrywkach krajowych grał w zespole z Rygi (Elektrotechnika). Cztery razy był srebrnym medalistą mistrzostw ZSRR (1960, 1962, 1965, 1966) i dwukrotnie zdobywał brąz (1968 i 1969).
Pracował jako trener, m.in. w Iranie (1991–2007). W 2009 został uhonorowany miejscem w Volleyball Hall of Fame.